# Serghei Koroliov

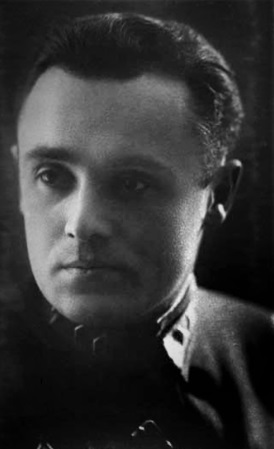
Serghei Koroliov

Serghei Pavlovici Koroliov (n. 30 decembrie 1906/12 ianuarie 1907, Jîtomîr, gubernia Volînia⁠(d), Imperiul Rus – d. 14 ianuarie 1966, Moscova, RSFS Rusă, URSS) a fost inginerul și proiectantul șef sovietic în timpul cursei spațiale dintre Statele Unite și Uniunea Sovietică în anii 1950 și 1960. El a proiectat racheta R-7, vehiculul de lansare pentru primul satelit artificial Sputnik și pentru primul om în spațiu, Iuri Gagarin. 
Koroliov a fost o victimă a epurărilor staliniste din 1938 și s-a aflat timp de 6 ani în detenție.
În calitate de proiectant șef, este considerat a fi fost în Uniunea Sovietică ceea ce a fost Wernher von Braun în Statele Unite ale Americii, în calitate de șef al programului spațial american. Koroliov a crescut în Odesa. A devenit proiectant aeronautic. S-a remarcat prin capacitatea organizatorică, calitatea proiectelor și planificarea superioară a punerii lor în operă. A fost arestat în timpul epurării staliniste din 1938, petrecând 6 ani într-un lagăr de muncă forțată în Siberia. După eliberare, a revenit la vechea lui pasiune - proiectarea de rachete, fiind o figură cheie în dezvoltarea programului sovietic ICBM (Intercontinental Balistic Misiles "rachete balistice intercontinentale"). Ca proiectant principal al programului spațial rus, a dezvoltat și coordonat programele Sputnik și Vostok, precum și planurile de a trimite un om pe Lună. A murit subit la 59 de ani din cauza unor probleme de sănătate apărute în anii de detenție într-un lagăr.

## Date biografice
Koroliov s-a născut în Jitomir, capitala oblastului omonim din partea centrală a Ucrainei, atunci parte din Imperiul Rus. Părinții, Maria Moskalenko și Pavel Yakovlevici, au avut un mariaj de conveniență. La numai trei ani de la nașterea lui Serghei, cuplul a divorțat din cauza problemelor economice. Mama i-a spus lui Serghei că tatăl lui a murit, dar mai târziu, în urma unor investigații personale va afla că acesta a trăit până în anul 1929. Cei doi nu se vor mai întâlni niciodată, deși tatăl său i-a solicitat într-o scrisoare Mariei permisiunea de a-și vedea fiul. 
Serghei a fost crescut de bunici în Nijîn, un oraș din regiunea Cernigov. Maria dorea o educație superioară pentru fiul ei, așa că l-a înscris la școală în Kiev. A fost un copil singuratic, având puțini amici, dar s-a dovedit un elev silitor, mai ales la matematică. În anul 1916 mama lui s-a căsătorit cu Grigori Mihailovici Balanin, un inginer electrician care se pare că a avut o influență benefică asupra micului Serghei. Găsind o slujbă la căile ferate regionale din Odesa în 1917, Grigori s-a mutat în acest oraș împreună cu familia. 
Anul 1917 a fost unul tulbure pentru Rusia, cu sfârșitul primului război mondial și începutul revoluției bolșevice. Luptele fratricide au continuat până în 1920, când comuniștii au ajuns la putere. În acea perioadă școlile au fost închise, așa că Sergei a fost nevoit să-și continue studiile acasă. În 1919, datorită lipsei de alimente s-a îmbolnăvit de tifos exantematic. 
Koroliov a continuat să învețe în Odesa, la Școala profesională de Construcții (Stroiprofșcola), unde s-a calificat ca tâmplar. Dar el era pasionat de aviație, poate datorită influenței pe care a avut-o asupra lui o demonstrație aeriană, pe care a văzut-o în anul 1913. Fiind interesat de aviație, a făcut un studiu independent asupra teoriei zborului. De asemenea, era membru activ la un club local de planoare. Tot în acea perioada, o escadrilă de hidroavioane era staționată în Odesa și tânărul Koroliov era interesat de activitatea ei.
În anul 1923, a devenit membru al Societății de Aviație și Navigație Aeriană din Ucraina și Crimeea - OAVUC. Cum toți din acest mic grup erau membri de partid, Koroliov a avut posibilitatea să cunoască doctrina comunistă. A reușit să devină membru al personalului de pe lângă escadrila de hidroavioane, având astfel prima experiență de zbor, fiind pasager în mai multe rânduri. În 1924, a realizat un proiect personal de planor, pe care l-a numit K-5, acceptat de OAVUC în vederea construirii. 
În 1924, s-a înscris la Institutul Politehnic din Kiev, care avea și o catedră de avionică. Aici a locuit împreună cu un prieten, Yuri. Câștigă banii necesari achitării studiilor făcând diverse munci. Planul de studii al lui Koroliov includea clase de inginerie, fizică și matematică. În anul 1925, a fost acceptat într-un grup restrâns de constructori de planoare. Asta i-a permis să zboare într-un planor de construcție proprie, dar totul s-a terminat cu două coaste rupte. Și-a continuat studiile, terminând anul în 1926. În luna iulie a aceluiași an a fost acceptat la Școala Tehnică Superioară din Moscova. A studiat avionica până în anul 1929. Trăia cu familia, care se mutase la Moscova. Pe lângă studii, Serghei a avut mai multe ocazii să piloteze planoare și avioane cu motor. În 1928 a proiectat și realizat un planor care a participat la o competiție în anul următor. 
În 1929, PCUS a emis un decret prin care cerea accelerarea învățământului superior pentru ingineri, în vederea rezolvării mai rapide a nevoilor țării. Koroliov și-a susținut examenul de diplomă realizând proiectul unei aeronave funcționale. Îndrumătorul pentru acest proiect i-a fost Andrei Tupolev.

## Începutul carierei
Datorită pregătirii, Koroliov a început să lucreze la Biroul de Proiectări Aeronautice OPO-4, Secția Experimentală Nr. 4, condusă de francezul Paul Richard, formată fiind din cei mai capabili proiectanți sovietici. În acest grup nu s-a făcut remarcat, dar, odată cu activitatea în cadrul acestui birou, lucra în particular la mai multe proiecte personale. Unul era proiectul unui planor acrobatic. Înainte de 1930 devenise inginer șef responsabil cu construirea unui bombardier proiectat de Tupolev: TB-3.
Koroliov a obținut licența de pilot în 1930. În anul următor s-a căsătorit cu Xenia Vincentini. Aceasta dorea mai de mult căsătoria, dar Koroliov a tot amânat pentru a-și putea continua studiile. În 1930, a început să se intereseze de posibilitățile motoarelor racheta cu combustibil lichid. În 1931, împreună cu Friedrich Zander, un entuziast al zborurilor spațiale, a participat la formarea Grupului de Cercetare a Propulsiei cu Reacție (GIRD), unul din centrele pentru cercetarea și construirea de rachete finanțate de stat. În mai 1932, Koroliov a fost numit șef al grupului.
În anii următori, GIRD a realizat trei sisteme de propulsie diferite. În 1932, armata a început să se intereseze de proiectele grupului și a participat la finanțare. În același an, GIRD a reușit prima lansare a unei rachete cu propulsie lichidă, GIRD-09 (la numai șapte ani de la prima lansare a unei rachete, realizată de americanul Robert Goddard). În 1934, Koroliov a publicat într-o carte (Zborul în stratosferă) rezultatele muncii de cercetare la motoarele-rachetă.
Datorită importanței militare a cercetărilor, conducerea sovietică a dispus, în 1933, fuzionarea celor două centre de cercetare, GIRD și Laboratorul de Dinamică a Gazului (GDL) din Leningrad, înființând Institutul de Cercetare a Propulsiei cu Reacție (RNII), condus de inginerul militar Ivan Klimenov. Din grup făceau parte unii dintre cei mai pasionați adepți ai zborului spațial, între care și Valentin Glușko. Koroliov a fost numit director adjunct al institutului, conducând secțiunea de studiu și dezvoltare a rachetelor navale pentru crucișătoare. Tot sub conducerea sa, a fost realizat un studiu privind construirea unui planor cu reacție.
La 10 aprilie 1935, soția lui Koroliov a născut o fetiță, Natașa. În 1936 s-au mutat din casa părinților lui Koroliov, în propriul apartament. La acea dată, Koroliov ajunsese să fie șeful RNII-ului. Institutul a continuat perfecționarea rachetelor, mai ales detaliile privind stabilitatea și controlul. Au fost create sisteme de stabilizare automată cu giroscoape, care permiteau zborul stabil pe o traiectorie programată. Koroliov era un lider carismatic, care se impunea fără efort.

## Detenția
La 22 iunie 1938, în timpul marii epurări, agenți NKVD l-au arestat. A fost acuzat de diversiune, ocupându-se mai mult de aeronave propulsate cu combustibil lichid și nu solid, cheltuind astfel bani pentru un proiect neprioritar. Koroliov nu a avut parte de un proces real, fiind torturat până a recunoscut tot. A fost condamnat la zece ani de închisoare. Mai târziu, peste ani, a aflat cu amărăciune că a fost denunțat de colegul său, Glușko, care era invidios pe succesele lui Koroliov. După luni de călătorie în trenuri pentru animale și multe abuzuri, a ajuns în sfârșit în lagărul Kolâma din Siberia. Condițiile din lagăr erau inumane, dure, lipseau mâncarea și hainele groase, adecvate climei siberiene. Lagărul era renumit pentru indicele mare de mortalitate, aprox. 10.000 de deținuți pe an. Aproape toți membrii RNII au fost trimiși în lagăre, fiind arestat chiar și șeful grupului militar. Orice persoană care a ocupat o funcție de conducere în cadrul institutului a fost executată între 1937-1938, făcând din Koroliov un norocos supraviețuitor. Din acest motiv programul de cercetare și producție a rachetelor a fost abandonat mulți ani, Rusia comunistă rămânând mult în urma Germaniei naziste la capitolul rachete. Demența lui Stalin a lăsat astfel armata fără lideri capabili, slăbită, dezorganizată și prost înarmată și echipată exact înainte de invazia germană din anul 1941. Koroliov a supraviețuit lagărului, dar cu sechele precum pierderea dinților, o fractură de mandibulă și o suferință cardiacă. A stat cinci luni în lagăr, făcând munca grea într-o mină de aur. Între timp, forțați de evenimente, șefii de la Kremlin i-au redeschis cazul. Ca urmare a acestei decizii, a fost urcat într-un tren cu destinația Moscova. În timpul acestei călătorii s-a îmbolnăvit de scorbut, în urma căruia a fost la un pas de moarte. 
După redeschiderea cazului sentința i-a fost redusă la opt ani. În acel moment, mai multe personalități din Rusia au intervenit în favoarea sa, prin urmare nu a fost retrimis în Siberia. A ajuns într-o închisoare pentru intelectuali, numita Saraska. Aceasta era de fapt un lagăr de muncă pentru cercetători și ingineri unde aceștia lucrau la proiecte comandate de partidul comunist, sub stricta supraveghere a NKVD, prin intermediul Biroului Central de Proiecte, K. B. -29, T. K. B. -29. Aici munceau inginerii lui Tupolev, vechiul mentor al lui Koroliov. Pe parcursul celui de al doilea război mondial, în această Saraska au fost proiectate bombardierele Tupolev T. U. -2 și avionul de vânătoare Iliușin I. I. -2. Grupul a fost mutat de mai multe ori pe parcursul războiului, pentru a nu fi capturat de inamic, motivau temnicerii. În anul 1942, Koroliov a fost mutat în altă Saraska, ca subordonat al inginerului de motoare Glușko. Aici se proiectau piese pentru motoarele avioanelor cu reacție. Koroliov a stat aici, izolat de familie până în 1944, trăind permanent cu teama de a fi ucis datorită secretelor militare pe care le știa. Era de asemenea marcat de trecerea prin lagăr. Din acest motiv, a fost mereu rezervat și precaut. Pe 27 iunie 1944, Koroliov, împreuna cu Tupolev și alții a fost eliberat printr-un decret special al guvernului, fiind absolvit de orice vină. Biroul de proiectare a fost transferat de la NKVD, la Comisia de Industrie Aeronautică a Guvernului. Koroliov a lucrat la Biroul de Proiectare mulți ani, sub conducerea lui Glușko, studiind și realizând proiecte de rachete.

## Rachetele balistice
În anul 1945 Koroliov a primit prima sa Medalie de Onoare, pentru munca lui în dezvoltarea motoarelor de rachete pentru aeronavele militare. În același an a fost numit colonel în Armata Roșie. Împreună cu alți experți, a zburat în Germania pentru studia date despre racheta germană V-2. Rușii considerau de primă importanță refacerea documentației pierdute a rachetei V-2, studiul pieselor găsite la fața locului, precum și preluarea instalațiilor de fabricare. În 1946 au fost aduși în URSS  5.000 de muncitori germani. Stalin a făcut din cercetarea și producția de rachete balistice o prioritate națională, așa că prizonierii germani au fost grupași într-un nou institut, creat special pentru ei, N. I. I-88. Studiul și perfecționarea rachetelor balistice a trecut sub controlul militar al lui Dimitri Ustinov, avându-l pe Koroliov proiectant principal de rachete cu rază lungă de acțiune. Koroliov a dovedit pricepere în utilizarea noilor instalații, organizând totul foarte bine. Germanii care lucrau la instalație erau ținuți ca într-o închisoare, fiind înconjurați de garduri de sârmă ghimpată și gardieni înarmați. 
Cu documentația refăcută, în parte și datorită rachetelor V-2 demontate, s-a început construirea unei replici funcționale a rachetei. Aceasta a fost numită R-1 și a fost testată pentru prima oară în octombrie 1947. Au fost lansate unsprezece, cinci dintre ele atingându-și obiectivul. Aceste reușite erau comparabile cu ale germanilor, demonstrând slaba fiabilitate a rachetei. 
Sovieticii au folosit muncitori germani la acest proiect până în anul 1952, când primele grupuri au început a fi repatriate, pentru ca în 1954 utilizarea de specialiști străini la acest program să fie sistată.
În 1947 grupul NII-88, sub conducerea lui Koroliov, a început lucrul la proiecte mai avansate, mărind raza de acțiune și greutatea utilă a rachetelor. R-2 avea raza de acțiune de două ori mai mare decât V-2 și a fost prima rachetă care avea focos separat. Următoarea racheta a fost R-3, cu o rază de acțiune de 3.000 de km, putând atinge obiective în Marea Britanie.
Grupul condus de Glușko (care avea același tip de activitate ca al lui Koroliov) nerealizând motoare destul de puternice, a pierdut finanțarea în anul 1952, fiind desființat. În același an, Koroliov a început lucrul la modelul R-5 (numele de cod în cadrulNATO: SS-3 Shyster), cu o rază medie de acțiune: 1.200 de km. A fost testată cu succes în 1953.
Primul ICMB sovietic a fost R-7 (nume-cod la NATO: SS-Sapwood). Aceasta avea două trepte, putând transporta o încărcătură utilă de 5.400 kg, suficientă pentru a duce bomba atomică sovietică la 7.000 de km distanță. După mai multe eșecuri, prima lansare reușită a avut loc în august 1957, cu această ocazie fiind transportată o încărcătură pasivă până în peninsula Kamceatka.

## Alte date biografice
Emigrantul rus Leonid Vladimirov ne spune cum îl descria Glușko pe Koroliov: de statură mică, robust, cu gâtul scurt, cu ochi căprui strălucind de inteligență. Era un sceptic, un cinic și un pesimist, care avea o viziune melancolică asupra viitorului.
„Toți ne ducem fără să lăsăm vreo urmă”, îi plăcea să spună. Koroliov bea rar vodcă sau altă băutură alcoolică, iar stilul lui de viață era auster. În preajma anului 1946, căsătoria lui Serghei și a Xeniei a început să scârțâie. Xenia era mai tot timpul ocupată cu munca, iar Koroliov s-a încurcat cu o femeie mai tânără, Nina Ivanovna Kotenkova. Jignită de infidelitate, Xenia a cerut divorțul, în 1948. S. Koroliov și Nina s-au căsătorit în anul 1949, dar Koroliov a mai cunoscut și alte femei după căsătoria cu Nina.

## Programul spațial
Koroliov nu a fost interesat numai de tehnologia balistică. A fost mereu sedus de ideea utilizării acestei tehnologii în călătoriile spațiale. În anul 1953, a propus folosirea rachetei R-7 pentru lansarea pe orbită a unui satelit. A reușit să impună aceasta idee Academiei Ruse de Știință, mai mult, a propus trimiterea unui câine în spațiu. A fost nevoit să învingă rezistența militarilor și a partidului. În anul 1957, în timpul Anului Geofizic Internațional, ideea lansării unui satelit a început să apară în presa americană. Guvernul american nu era însă dispus să investească milioane de dolari în așa ceva, lăsând acest proiect la nivelul discuțiilor. Koroliov a intuit că în aceste condiții Rusia putea depăși America. În cele din urmă a primit sprijinul guvernului. Kremlinul a înțeles ce valoare propagandistică imensă ar avea întâietatea lansării unui satelit și cât de umilită ar fi America. Satelitul Sputnic a fost realizat în mai puțin de o lună. Avea o construcție simplă, care consta dintr-o sferă șlefuită, în interiorul căreia se afla un emițător radio, câteva instrumente pentru măsurat temperatura și bateriile de alimentare. Koroliov a supravegheat personal montarea satelitului. Munca la acesta a fost tensionată. În sfârșit, pe 4 octombrie 1957, a fost lansată racheta și satelitul a ajuns pe orbită. Evenimentul a avut un efect imediat și răsunător, implicațiile politice fiind cele așteptate. Nikita Hrusciov încântat de succes, a hotărât că trebuie făcută o nouă lansare, cu ocazia celei de a-40-a aniversări a Revoluției din Octombrie. Lucru care s-a și întâmplat pe trei noiembrie, Sputnik 2 fiind pregătit pentru lansare în mai puțin de o lună. Sputnik 2 era o cabină spațială care cântărea de șase ori cât Sputnik 1, având în interior un pasager, cățelușa Laika. A fost complet proiectată în doar patru săptămâni, nefiind testată înaintea lansării, din lipsă de timp. A fost pusă pe orbită la 3 noiembrie. Laika a supraviețuit lansării, dar a murit puțin după aceea, datorită căldurii mari din interiorul cabinei. A urmat apoi Sputnik 3. Nava a fost lansată pe 15 mai 1958. Din păcate, din cauza unui defect la sistemul de colectare a datelor nu a putut transmite informații despre centura Van Allen, așa cum ar fi dorit cei care au construit-o. Acest lucru va fi făcut mai târziu de sonda nordamericană Explorer 4, în luna iunie a aceluiași an. Dar Sputnik 3 a demonstrat, indubitabil, capacitatea tehnologiei balistice a URSS

### Luna
Koroliov dorea să trimită un om pe Lună. Pentru realizarea acestui obiectiv a folosit o versiune modificata a rachetei R-7, căreia i-a adăugat încă o treaptă. Motorul ultimei trepte a fost primul motor-rachetă proiectat să funcționeze în afara atmosferei. Primele lansări, efectuate în anul 1958, au eșuat. În același an a fost lansată sonda Luna 1, cu intenția de a atinge suprafața Lunii, dar și aceasta a dat greș, după 6.000 de km parcurși. Prima misiune care a atins suprafața Lunii a fost Luna 2, marcând un nou succes pentru sovietici. Va urma Luna 3, lansată la numai 2 ani după Sputnik 1, misiune spațială în care s-a reușit pentru prima oară fotografierea feței întunecate a Lunii. Acest succes a dat rușilor dreptul de a da diverselor locuri de pe fața nevăzută a astrului nume rusești. Grupul lui Koroliov a lucrat, de asemenea, la ambițioase proiecte pentru misiuni spre Marte și Venus, pentru trimiterea unui om pe orbită, lansarea unui satelit de telecomunicații, meteorologic sau de spionaj. 

### Zborul cu echipaj
Planul lui Koroliov pentru o misiune cu echipaj a început în anul 1957, când au fost realizate proiecte de studiu ale viitoarei nave, Vostok. Avea un singur pasager echipat cu un costum spațial și era complet automată. Capsula dispunea de un mecanism de protecție pentru eventualele probleme de dinaintea lansării și un sistem de aterizare lină și de ejectare în timpul recuperării echipajului. La 15 mai 1960, un prototip fără echipaj a realizat 64 de ocoluri ale Terrei, dar s-a distrus la reintrarea în atmosferă. Au mai fost făcute 4 lansări cu câini în interior, două dintre ele complet reușite. După obținerea aprobării guvernului, o versiune modificata a lui R-7 a fost folosită pentru trimiterea pe orbita a lui Yuri Gagarin, pe 12 aprilie 1961, aceasta fiind prima ieșire a unui om în spațiu. Gagarin a revenit pe pământ sărind din capsulă cu parașuta de la o altitudine de 7 km. După acest zbor au urmat altele, culminând cu cele 81 de orbite ale lui Vostok 5 și trimiterea în spațiu a primei femei astronaut, Valentina Tereșkova, în misiunea Vostok 6. După programul Vostok, Koroliov dorea să continuie cu proiectul navei Soyuz, care se putea conecta cu altă navă, în vederea înlocuirii cosmonauților. Nikita Hrușciov dorea însă mai multe zboruri cu echipaj. Koroliov a încercat să se opună acestei idei, deoarece nu dispunea de o rachetă destul de puternică pentru a duce în spațiu un echipaj cu 3 oameni, așa cum dorea liderul sovietic. Pe acesta nu-l interesau aspectele tehnice ale problemei, așa că îi lăsa de înțeles lui Koroliov că dacă nu se conformează sugestiilor sale, conducerea programului va ajunge în mâinile rivalului său, Vladimir Celomei.

### Programul Voshod
Grupul lui a proiectat, în aceste condiții nava Voshod, o variantă îmbunătățită  a lui Vostok. Una din dificultățile proiectului era necesitatea ca aceasta să aterizeze cu parașutele. Era nevoie de o parașută mare pentru ca nava să ajungă la sol în siguranță. Rezultatul a fost o rachetă de pe care s-au înlăturat toate accesoriile la care se putea renunța, pentru ca aceasta să fie cât mai ușoară. Chiar și echipajul a urmat o cură de slăbire. Capsula urma să fie lansată în spațiu cu o greutate cât mai apropiată de maximul admis de puterea rachetei, în consecință, aceasta consuma aproape tot combustibilul la atingerea vitezei orbitale. Racheta a fost testată odată fără echipaj, iar pe 12 octombrie 1964, un echipaj de 3 oameni a fost lansat în spațiu, pe o orbită circumterestră. Aceasta a realizat 16 ocoluri în jurul Pământului. Nava a fost proiectată pentru o aterizare lină, motiv pentru care a fost eliminat sistemul ejector. Mai mult, nu avea nici sistem de salvare la decolare. Cum americanii plănuiau un zbor spațial cu Gemini, rușii au dorit să-i depășească din nou, făcând un nou zbor cu o a doua racheta Voshod. Adăugându-i o cabină pentru decompresie, Voshod 2 a fost lansată pe 18 martie 1965, avându-l la bord pe Alexei Leonov. Zborul aproape că s-a terminat cu un dezastru, așa încât planurile pentru alte misiuni Voshod au fost abandonate. La scurt timp, Nikita Hrușciov a fost înlocuit la conducerea URSS, ceea ce însemna că Koroliov își putea continua munca la proiectul trimiterii unui om pe Lună. Pentru drumul până la Lună Koroliov a proiectat uriașa rachetă N-1. De asemenea a lucrat la planurile navei Soyuz, precum și la navele Luna, care au aterizat ușor și sigur pe satelitul natural al Terrei. A lucrat și la punerea la punct a unor misiuni fără echipaj pe Marte și Venus. Dar, pe neașteptate, a murit fără să-și fi terminat operele începute. Cel puțin nu pe cele din urmă.

## Moartea
Pe 30 decembrie 1960, Koroliov a suferit primul infarct miocardic. În timpul convalescenței medicii i-au descoperit și o afecțiune a rinichilor, datorată, probabil anilor de închisoare. A fost avertizat de medici că ritmul intens de muncă îl va ucide. Dar Koroliov știa că dacă americanii câștigă cursa spațială, Hrușciov va bloca finanțarea programului spațial. Prin urmare a început activitatea cu și mai multă râvnă.
Începând din anul 1962, problemele de sănătate ale lui Koroliov au început să se agraveze, provocându-i mai multe afecțiuni: o sângerare intestinală care l-a băgat în spital, o aritmie cardiacă depistată de medici în 1964, o infecție la fiere, și, probabil ca urmare a numeroaselor teste de rachete la care a participat, a început să surzească.
Circumstanțele reale ale morții sale rămân încă necunoscute. În decembrie 1965, s-a presupus că are un polip sângerând în colon. A fost internat, pe 5 ianuarie 1966, pentru extirparea polipului. Operația trebuia să fie una de rutină. Noua zile mai târziu murea, aparent în urma unor complicații apărute în timpul operației.
În declarația oficială a guvernului se spunea că a decedat datorită unei tumori canceroase de mari dimensiuni pe care ar fi avut-o în abdomen (?) nu la stomac, nu la intestin. Dar mai târziu, Glușko a divulgat adevărata cauză a morții lui Koroliov: acesta ar fi decedat în urma unei banale operații de hemoroizi, prost făcută. Problemele pe care le avea cu inima au complicat și mai mult situația. După unele surse, însuși Petrovski, ministrul sănătății de atunci, a hotărât să-l opereze pe Koroliov, deși nu era expert în acest tip de afecțiune.
În timpul operației a descoperit câteva tumori de colon, dar a continuat să opereze fără ajutor, fără echipament adecvat ori supliment de sânge. Operația, de 5 ore, s-a soldat cu moartea lui Koroliov pe masa de operație. Potrivit acelorași surse, Koroliov ar fi fost asasinat deoarece ar fi comis erori grave în ultima perioadă a activității, ca șef al programului spațial.
În conformitate cu politica începută de Stalin și continuată de succesorii lui, identitatea lui Koroliov nu a fost dezvăluită până la moartea sa. Motivul invocat era că numai așa putea fi protejat de agenții străini, în special de cei americani, care ar fi fost interesați de munca lui sau care l-ar fi putut ucide. Ca urmare a acestei tactici, poporul rus nu a știut nimic despre munca și realizările lui Koroliov până după moartea acestuia. Pe 16 ianuarie 1966, i-a fost publicat, în ziarul Pravda, necrologul alături de o fotografie cu toate medaliile. Trupul neînsuflețit al marelui dispărut a fost depus, cu toate onorurile, în mausoleul din Kremlin.
Koroliov a fost comparat cu Wernher von Braun, ca arhitect principal al cursei spațiale a URSS. Dar, spre deosebire de W. von Braun, Koroliov a trebuit să lupte în permanență cu rivalii săi, de tipul lui Vladimir Colomei, care aveau propriile planuri pentru zborul spre Lună. De asemenea, a folosit o tehnologie mult inferioară celei de care a beneficiat rivalul său american. Succesorul lui Koroliov, la cârma programului spațial rus, a fost Vasili Mișin. Mișin era un inginer rachetist foarte competent, care a fost mâna dreaptă a lui Koroliov, dar a avut neșansa de a moșteni un proiect neviabil, racheta N-1. În anul 1972, după efectuarea a 4 lansări nereușite, Mișin a pierdut comanda programului, fiind înlocuit cu Valentin Glușko. În acel moment, Statele Unite ajunseseră deja pe Lună, așa că Leonid Brejnev a oprit programul.

## Premii și  medalii

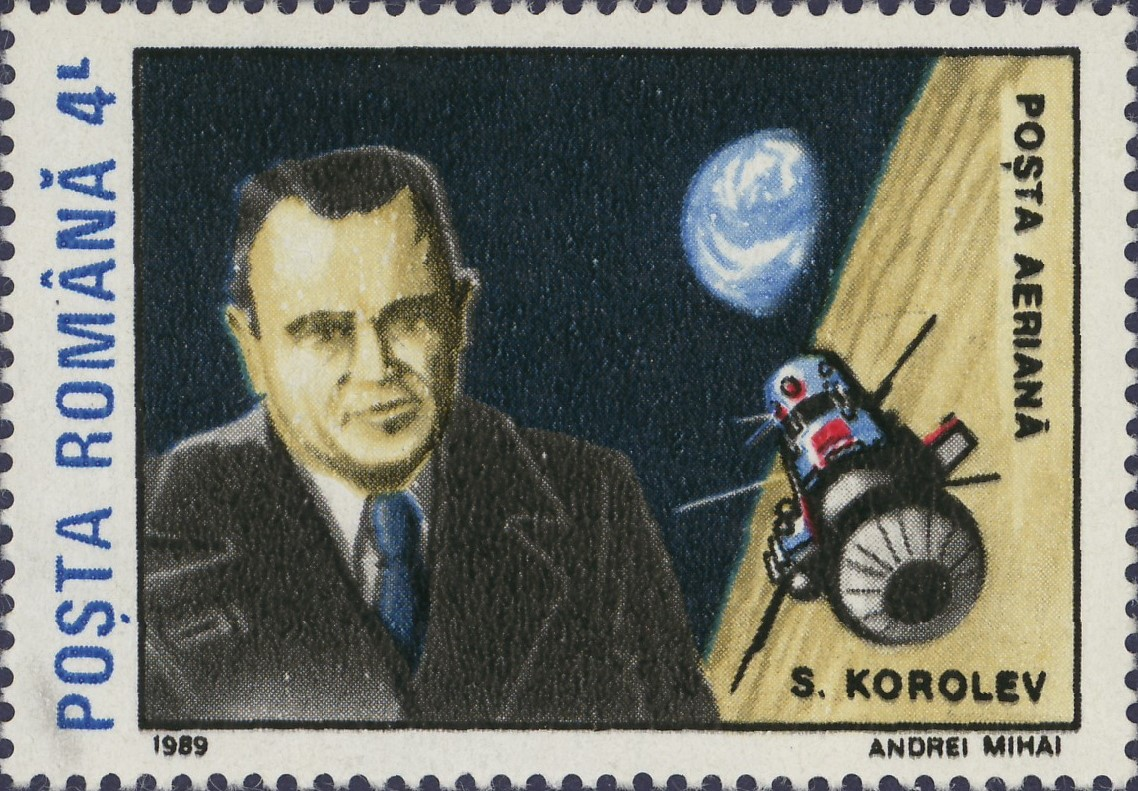
1989 timbru poștal românesc în cinstea lui Koroliov.

Koroliov a primit de două ori titlul de Erou al Muncii Socialiste, în anii 1956 și 1961. De asemenea, i-a fost decernat Premiul Lenin, în anul 1957 și Ordinul Lenin de 3 ori. În anul 1958, a fost numit membru al Academiei Ruse de Știință. În timpul cât Nikita Hrușciov a fost la cârma URSS, lui Koroliov i-a fost decernat premiul Nobel, ca o recunoaștere internațională a muncii sale, dar Hrușciov a interzis ca numele genialului inginer să fie folosit la ceremonie, afirmând că mai degrabă premiul ar trebui oferit poporului sovietic și orânduirii socialiste pentru aceste succese. În anul 1966, o stradă din orașul natal a primit numele marelui om, Strada Academician Koroliov, iar în 1975, a fost amenajat un muzeu în casa în care a locuit din 1959 până în 1966. În 1996, Boris Elțân a dat orașului Kaliningrad, regiunea Moscova, numele Koroliov. Aici este sediul celei mai mari companii spațiale ruse, Koroliov and Space Corporation Energia. Un crater de pe fața întunecată a Lunii a primit numele Koroliov și altul pe planeta Marte. Există și un asteroid cu același nume, 1855-Koroliov. În anul 2005, postul de televiziune britanic BBC a realizat o emisiune numită *Cursa Spațială* centrată pe munca lui Koroliov la motoarele rachetă și la programul spațial, făcând și o paralelă cu activitatea similară a rivalului său din Statele Unite ale Americii, Wernher von Braun.